# Georg Ernst Ludwig Hampe
Georg Ernst Ludwig Hampe (ur. 5 lipca 1795 w Fürstenberg, zm. 23 listopada 1880 w Helmstedt) – niemiecki farmaceuta, botanik i mykolog.

## Życiorys
W 1810 roku został praktykantem farmaceuty u swojego wuja w Brakel, a przez następne piętnaście lat pracował w kilku różnych aptekach, w tym w Halle an der Saale, gdzie poznał botanika Kurta Sprengla. Pracował również w aptece uniwersyteckiej w Getyndze oraz w oddziałach w Allendorfie i Brunszwiku. W latach 1825–1864 był kierownikiem lokalnej apteki w Blankenburg.
W późniejszym okresie życia Hampe otrzymał honorową profesurę na Uniwersytecie w Getyndze. W 1876 r. sprzedał aptekę w Blankenburgu i wraz z synem zamieszkał w Helmstedt. Po śmierci Hampe'a jego duży zielnik został zakupiony przez Muzeum Historii Naturalnej w Londynie.

## Praca naukowa
Podczas swojego pobytu w Blankenburgu Hampe zbierał i badał roślinność występującą w górach Harz. Szczególnie interesował się mchami, a dzięki współpracy z briologiem Karlem Müllerem miał kontakt z gatunkami pozaeuropejskimi z obu Ameryk, Madagaskaru, Nowej Zelandii, Australii i in.
Wspólnie z Karlem Müllerem w latach 1827-1851 opisał łącznie 1372 taksony, głównie mszaków. Opisał także nowe gatunki innych roślin oraz porostów. W nazwach naukowych opisanych przez niego taksonów dodawane jest jego nazwisko Hampe.